# Cesare Magati
Cesare Magati (Scandiano 14 juillet 1579 - Bologne 9 septembre 1647) est un chirurgien italien.

## Biographie
Cesare Magati naquit à Scandiano (dans le duché de Modène) en 1579. Après s’être fait recevoir docteur à l’université de Bologne il se rendit à Rome, où il se livra à des travaux anatomiques et suivit avec assiduité la pratique des chirurgiens les plus distingués. Il revint de là dans sa patrie, où il exerça quelque temps son art, et accompagna ensuite à Ferrare le marquis de Bentivoglio. Les cures heureuses que Magati obtint par une méthode entièrement opposée à celle que suivaient les vieux praticiens de cette ville excitèrent d’abord leur jalousie, et bientôt leur haine. Mais il ne tarda pas à les désarmer en faisant preuve du savoir le plus profond dans les examens qu’ils exigèrent de lui, et auxquels il se soumit volontiers. Nommé professeur en 1613, Magati se vit bientôt entouré de nombreux élèves. Une maladie grave, à laquelle il avait failli succomber, ayant affaibli sa santé, il voulut renoncer à l’exercice de son art, et chercha le repos dans la vie monastique. Entré dans l’Ordre des capucins, où on lui donna le nom de P. Liberato da Scandiano, il ne put réussir à y ensevelir ses talents et sa réputation : réclamé de toutes parts, il céda enfin aux instances de ses concitoyens, et reçut de son ordre une obédience qui lui permit de porter les secours de son art dans les principales villes d’Italie. Atteint de la pierre, Magati se rendit à Bologne, pour y subir l’opération de la taille, aux suites de laquelle il succomba en 1647.

## Œuvres
- De rara medicatione vulnerum seu de vulneribus raro tractandis, libri duo, Venise, 1616, in-fol. ; ibid. , 1676 ; traduit en allemand, Leipzig, 1733, 2 vol. in-4°. L’auteur, après avoir reconnu dans la pratique que l’air est souvent nuisible aux plaies, s’élève avec force contre l’abus des pansements trop fréquents, et condamne en même temps l’usage des tentes et des plumasseaux dont on avait l’habitude de bourrer les plaies. Il a contribué aussi à détruire l’opinion alors presque généralement accréditée de la vénénosité des plaies d’armes à feu.
- Tractatus quo rara vulnerum curatio defenditur contra Sennertum, Bologne, 1637, in-4° ; trad. en allemand, 1733. Cette apologie, qui parut sous le nom de Giovan Battista Magati (frère de Cesare), dans son ouvrage intitulé : Considerationes medicæ quibus potiores difficultates in praxi contingentes expenduntur, Venise, 1636, in-fol., et Bologne, 1737, in-4°, est attribuée par Dionisio Andrea Sancassani à Cesare lui-même, qui, ayant embrassé la vie monastique, n’osait pas s’engager ouvertement dans la polémique. On la trouve dans l’édition de Venise de 1676.